# Талышский крот
Талышский крот (лат. Talpa talyschensis) — вид млекопитающих семейства кротовых (Talpidae). Это небольшой представитель семейства, который внешне напоминает малого крота (T. levantis), но генетически ближе к Talpa davidiana (T. davidiana). Обычен на юго-западном побережье Каспийского моря, от юга Азербайджана до большей части севера Ирана. Населяет субтропические леса и заросли кустарников. Вид был описан в 1945 году, но долгое время считался подвидом различных других евразийских кротов и был признан отдельным видом только в середине 2010-х годов.

## Таксономия
Талышский крот — вид рода евразийских кротов Talpa. Род включает около дюжины других представителей, в том числе самого известного представителя этого рода - европейского крота (Talpa europaea). Евразийские кроты принадлежат к трибе настоящих кротов (Talpini) и к семейству кротовых (Talpidae). К настоящим кротам, в свою очередь, относятся в основном роющие формы кротов, в то время как другие представители семейства лишь частично живут под землей, а передвигаются над землей или ведут полуводный образ жизни
Первое научное описание талышского крота было дано Н. К. Верещагиным в 1945 году. Он использовал название Talpa orientalis talyschensis, рассматривая новую форму как подвид Talpa orientalis, вида, который теперь считается синонимом кавказского крота (T. caucasica). Лектотипом стал череп взрослого самца. Типовое местонахождение находится на юге Азербайджана в Талышских горах в окрестностях города Масаллы.
В 1960-х и 1970-х годах талышского крота иногда также считали подвидом слепого крота (Talpa caeca). Однако большое внешнее сходство с малым кротом (Talpa levantis), наряду с совпавшим кариотипом, привело к тому, что к концу XX века талышский крот был признан восточным подвидом малого крота к концу, несмотря на то, что оба эти таксона имеют достаточно удалённые ареалы. Основные различия между двумя видами заключаются в деталях конструкции зубов.
Некоторые ученые, однако, ставили под сомнение тесную связь талышских и малых кротов на основании анатомических данных. Эта точка зрения была подтверждена молекулярно-генетической проверке в 2015 года. Данное исследование показало более тесную связь талышского крота с Talpa davidiana, который встречается южнее. Оба вида разошлись в конце плиоцена, около 2,5 миллионов лет назад. С другой стороны, линия, которая привела к малому кроту, уже отделилась от общего древа во время перехода от миоцена к плиоцену. В результате талышский крот был признан самостоятельным видом, что также было подтверждено восьмым томом важной сводки  "Handbook of the Mammals of the World" в 2018 году
.

## Распространение
Распространён в Талыше, ареал талышского крота включает юго-западные прибрежные районы Каспийского моря. Северная граница распространения проходит на юге Азербайджана между Лериком и Ленкоранью. Н. К. Верещагин находил его в долинах рек Виляшчай, Вазаручай, Вашаручай. Южная граница находится вблизи Чалуса на севере Ирана. Этот вид ограничен каспийскими гирканскими смешанными лесами, которые простираются через Талыш и Эльбурсские горы и состоят из дождевых лесов умеренного пояса и самшитовые заросли с большим количеством мхов. Высотное распределение от уровня моря до примерно 300 м.

## Образ жизни
Населяет широколиственные леса гирканского типа из бука, дуба, железного дерева и грецкого ореха.
Размножение, вероятно, начинается в январе, так как уже в апреле все особи выглядят как взрослые.